# Капитолина Деловая
Капитоли́на (Ка́па) Делова́я (настоящее имя — Виктория Игоревна Лукьянова; род. 29 апреля 1970) — российская журналистка, музыкальный критик, продюсер рок-певицы Мары.

## Биография
Капитолина Деловая была важным представителем российской музыкальной журналистики. Являясь автором и редактором рубрики «Мегахаус» в газете «Московский комсомолец», Деловая специализировалась на модной молодёжной музыке. Была организатором ежегодных фестивалей «Мегахаус» в Лужниках. Популярность журналистки резко возросла во второй половине 1990-х годов, когда она была приглашена в качестве регулярного участника культового шоу «Акулы пера».
Многолетний продюсер рок-певицы Мары.
Капитолина Деловая родилась в 1970 году в семье Игоря и Валентины Лукьяновых. У неё есть старший брат Константин. Училась на филологическом факультете МГПУ, затем — на факультете журналистики МГУ. Оба вуза не окончила.
С 1991 по 2007 год — журналист газеты «Московский комсомолец», на протяжении более 10 лет вела еженедельную рубрику «Мегахаус» («Тинхаус»), посвящённую модной электронной и рок-музыке, в основном российской. Была постоянным участником телепередачи «Акулы пера», где приглашённому музыканту задавали вопросы журналисты разных изданий.
Главный организатор фестивалей актуальной музыки «Мегахаус-ФЕСТ» в рамках ежегодного праздника «МК» в Лужниках.
В 2006 году вышла книга «Мегахаус. Музыка нового времени» (ISBN 5-7390-1958-3), в которой собраны самые яркие интервью Капитолины с деятелями музыки.